# اوستیانووا گورنا
اوستیانووا گورنا (به لهستانی:  Ustjanowa Górna) یک روستا در لهستان است که در گمینا اوستژکی دولنه واقع شده‌است. اوستیانووا گورنا ۶۴۰ نفر جمعیت دارد.